# 尼爾氏普提魚
尼爾氏普提魚，又稱尼爾氏狐鯛，為輻鰭魚綱鱸形目隆頭魚亞目隆頭魚科的其中一種，分布於印度洋區，包括印度、馬爾地夫、斯里蘭卡、緬甸、泰國西岸等海域，棲息深度5-18公尺，體長可達20公分，棲息在沿海潟湖、珊瑚礁海域，生活習性不明，可作為觀賞魚。

## 擴展閱讀
維基物種上的相關：尼爾氏普提魚